# Plasmodium falciparum
Plasmodium falciparum é um protozoário parasita, uma das espécies do género Plasmodium que causa a malária em humanos. É transmitida por mosquitos Anopheles. Podem-se observar diferentes fases evolutivas, no mosquito Anopheles (onde se reproduz o parasita), no interior dos hepatócitos e no interior dos glóbulos vermelhos do hospedeiro humano. P. falciparum transmite a forma mais perigosa de malária, com os índices mais altos de complicações e mortalidade, produtor de 80% de todas as infecções de malária e 90% das mortes pela enfermidade. A sua prevalência predomina na África subsariana, mais que em outras áreas do mundo.

## Ciclo
O parasita Plasmodium falciparum passa várias partes do seu ciclo de vida dentro de seres humanos e outra parte dentro dos mosquitos. Durante a parte humana de seu ciclo de vida, o parasita infecta e se multiplica dentro de células do fígado e glóbulos vermelhos.  Antes do parasita fazer um glóbulo vermelho estourar, ele pode fazer a superfície da célula colar a outras células. Isso faz com que o sangue coagule dentro de pequenos vasos sanguíneos, que podem severamente danificar órgãos.